# T-54W
Der T-54W (russisch Т-54В) ist ein sowjetischer Kettentraktor, der ab 1967 im Kischinjowski Traktorny Sawod (dt. Kischinauer Traktorenwerk, kurz КТЗ bzw. KTS) produziert wurde. Er ist der Nachfolger des ähnlichen T-50W und basierte technisch auf dem bekannten Radtraktor MTZ-50 aus dem Minski Traktorny Sawod. Das Fahrzeug ist für die Arbeit im Weinanbau und in Sonderkulturen gedacht.

## Fahrzeuggeschichte

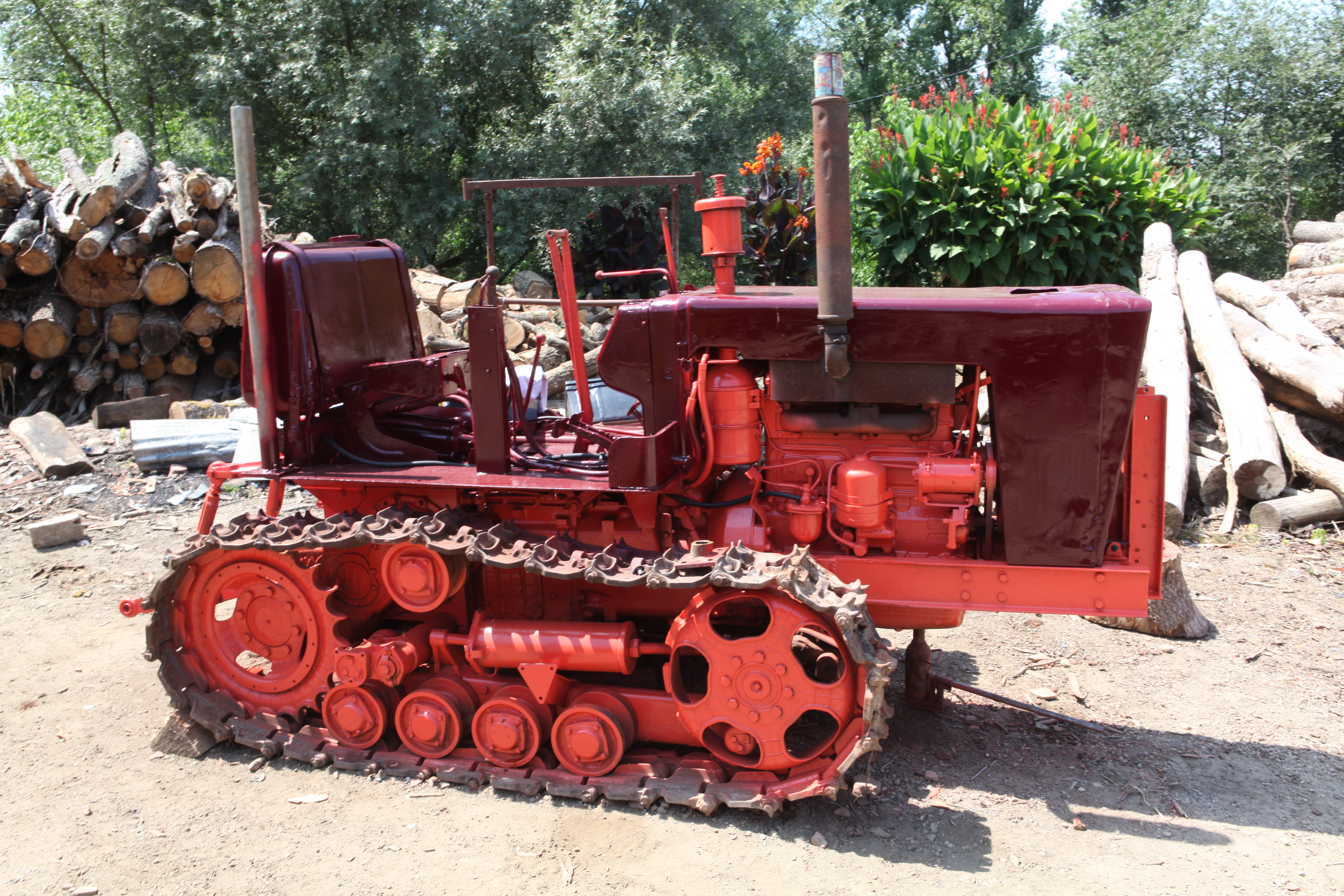
Andere Ansicht des gleichen Fahrzeugs (2010)

Der erste im Kischinjowski Traktorny Sawod gebaute Traktor war der ab 1962 gefertigte T-50W, der technisch je nach Quelle noch auf dem Radtraktor MTZ-5 oder auch bereits auf dem MTZ-50 basiert. Ab 1967 wurde dann der auf dem MTZ-50 basierende T-54W gefertigt.
Vom T-54W gab es zwei sich in der Spurweite unterscheidende Versionen. Während sie beim T-54W-S1 950 Millimeter beträgt, ist sie beim T-54W-S2 mit nur 850 Millimeter geringer gewählt. Schmalere Fahrzeuge waren für Arbeitsbreiten zwischen 1,5 und 2 Meter gedacht, breitere dagegen für Arbeitsbreiten von mehr als zwei Metern. Der Traktor verwendet den gleichen Motor und auch das gleiche Getriebe wie der MTZ-50. Außerdem sind starke Parallelen in der Gestaltung von Motorhaube und Kabine vorhanden. Der T-54W hat anders als der Radtraktor jedoch Schiebetüren.
Außer den beiden Versionen des T-54W mit unterschiedlicher Spurweite wurden noch die Spezialversionen T-54L und T-54S gebaut. Der T-54L war ein Forsttraktor und wurde nur kurzzeitig von 1969 bis 1971 gefertigt. Der T-54S dagegen war für die Rübenernte konzipiert und wurde, genau wie die Grundversion T-54W, von 1967 bis 1974 produziert. Ab 1974 wurde mit dem T-70 ein auf dem MTZ-80 basierender Nachfolger gefertigt.
Im Rahmen einer Aufbauhilfe wurden sämtliche Konstruktionspläne einem 1965 neu gegründeten Hersteller in Karlowo, Bulgarien zugänglich gemacht. Dieser produzierte den T-54W mit nur geringen technischen Anpassungen unter dem Beinamen „Bolgar“ von 1968 bis 1972 in Lizenz.

## Technische Daten
Die nachfolgenden Daten gelten für den T-54W.
- Motor: Vierzylinder-Viertakt-Dieselmotor
- Motortyp: D-50
- Dauerleistung: 50 PS (37 kW) bei 1600 min−1
- Hubraum: 4,75 l
- Bohrung: 110 mm
- Hub: 125 mm
- Anlasser: Elektromotor Typ ST-212
- spezifischer Kraftstoffverbrauch: 195 g/PSh
- Tankinhalt: 100 l
- Leistungsgewicht: 14,2 PS/t
- Zugkraft: maximal 19,6 kN
- Getriebetyp: handgeschaltetes Getriebe mit neun Vorwärts- und zwei Rückwärtsgängen
- Geschwindigkeiten:
  - vorwärts: 1,03–16,4 km/h
  - rückwärts: 2,17–3,70 km/h
- Hydraulikanlage hinten
- Zapfwelle hinten, fahrkupplungsabhängig, 5,62 Umdrehungen pro Meter Fahrstrecke

Abmessungen und Gewichte
- Höhe: 2200 mm
- Breite: 1050 oder 1250 mm, je nach Bauweise
- Länge: 3400 mm
- Bodenfreiheit: 270 mm
- Spurweite: je nach Ausführung 850 oder 950 mm
- Kettenbreite: 300 mm
- Radstand: 1600 mm zwischen den Kettenrädern
- Gewicht: 3530 kg
- Motorgewicht: 475 kg
- spezifischer Bodendruck: 0,58 kg/cm³